# 國立臺灣工藝研究發展中心
國立臺灣工藝研究發展中心（簡稱臺灣工藝中心、工藝中心）是中華民國文化部位於南投縣草屯鎮的所屬機關。主要目標在於加強工藝文化研究、保存特有工藝技術、培育優秀工藝人才，以及辦理工藝競賽與展覽；除中心本身設有臺灣工藝文化園區之外，另於他處設有臺北當代工藝設計分館、鶯歌多媒材研發分館、苗栗工藝產業研發分館。

## 歷史
- 1954年7月，國立臺灣工藝研究發展中心的前身於成立的南投縣工藝研究班，是為配合政府「以農業培養工業」的國家建設策略以及推廣台灣工藝文化而設立，被譽為台灣工藝之父的顏水龍為首任班主任。
- 1959年，將「南投縣工藝研究班」改制為「南投縣工藝研習所」。
- 1973年，後有鑑於臺灣工藝產品的外銷市場日漸增廣，為補強臺灣工藝欠缺研究與創新，而流於僅限代工生產的缺憾，臺灣省政府將南投縣工藝研習所改制為省屬的臺灣省手工業研究所，擔負起協助業者改進工藝、提升產業之任務。
- 90年代，由於臺灣工資增加，手工業產品出口成長趨緩，手工業研究所逐步調整其業務內容，開始辦理各式工藝比賽（如國家工藝獎、臺灣工藝競賽等）、培養工藝人才、保存臺灣傳統工藝，皆是從文化層次推動工藝產業發展。
- 1999年，因為精省而更名為國立臺灣工藝研究所，改隸屬於行政院文化建設委員會（今中華民國文化部）。
- 2010年1月2日，改制為國立臺灣工藝研究發展中心。

### 大事紀
- 1954年7月，成立「南投縣工藝研究班」。
- 1955年1月8日，設立「南投縣工藝品產銷合作社」。
- 1959年7月，改制為「南投縣工藝研習所」。
- 1973年7月，升格為「臺灣省手工業研究所」，隸屬臺灣省政府建設廳。
- 1977年6月5日，手工業品陳列館正式啟用。(今臺灣工藝文化園區工藝文化館)
- 1982年9月24日，在臺北成立中華民國工藝發展協會（今臺灣工藝發展協會[2]）。
- 1983年，資料中心（今臺灣工藝文化園區 工藝設計館）啟用。
- 1984年1月18日，成立「臺北展示中心」（南海開發大樓9樓）。6月30日，成立「苗栗陶瓷技術輔導中心」、「鶯歌陶瓷技術輔導中心」。[3]
- 1999年7月15日，因為精省而更名為「國立臺灣工藝研究所」，改隸屬行政院文化建設委員會。
- 2002年1月21日，於臺北市大同區華陰街成立「地方文化產業展示館」（今臺灣漫畫基地）。
- 2004年，推動臺灣工藝之家認證機制。
- 2006年12月，位於南投縣草屯鎮的臺灣工藝文化園區啟用。
- 2007年10月，向提報文建會建物修復再利用計畫，規劃將南海學園內的國立臺灣科學教育館舊館來作為未來的「臺北當代工藝設計分館」使用。
- 2008年2月，行政院正式確認土地及建物移撥予工藝中心管理，3月取得土地及建物所有權狀。7月5日，位於臺中市勤美誠品綠園道的「臺灣工藝生活美學概念館」開幕（2012年撤館）。
- 2010年1月，改制為「國立臺灣工藝研究發展中心」，臺北展示中心一同改制更名為「臺北當代工藝設計分館」。[4]
- 2011年1月，鶯歌陶瓷技術輔導中心改制為「鶯歌多媒材研發分館」。8月29日，苗栗陶瓷技術輔導中心整建後改制為「苗栗工藝產業研發分館」。
- 2014年8月25日，位於南投縣草屯鎮九九峰山腳下的「九九峰生態藝術園區」開園[5]（後由南投縣政府購回）。
- 2015年12月23日，臺北當代工藝設計分館遷入國立臺灣科學教育館舊館。[6]
- 2022年2月9日，臺灣工藝文化園區 工藝文化館（原手工業品陳列館）為1970年代現代主義風格建物，是由楊英風及彭蔭宣與程儀賢聯手設計，獲南投縣政府指定為縣定古蹟。[7][8]

## 歷任首長
| 任別                          | 姓名                    | 就職時間                | 卸任時間                |                         |                         |                         |                         |                         |                         |                         |                         |
| 南投縣工藝研究班 班主任       | 南投縣工藝研究班 班主任 | 南投縣工藝研究班 班主任 | 南投縣工藝研究班 班主任 | 南投縣工藝研究班 班主任 | 南投縣工藝研究班 班主任 | 南投縣工藝研究班 班主任 | 南投縣工藝研究班 班主任 | 南投縣工藝研究班 班主任 | 南投縣工藝研究班 班主任 | 南投縣工藝研究班 班主任 | 南投縣工藝研究班 班主任 |
| ----------------------------- | ----------------------- | ----------------------- | ----------------------- | ----------------------- | ----------------------- | ----------------------- | ----------------------- | ----------------------- | ----------------------- | ----------------------- | ----------------------- |
|                               | 顏水龍                  | 1954年7月               | 1957年8月               |                         |                         |                         |                         |                         |                         |                         |                         |
|                               | 宋壽松                  | 1957年8月               | 1957年10月              |                         |                         |                         |                         |                         |                         |                         |                         |
|                               | 蕭伯川                  | 1957年10月23日          | 1958年7月改制           |                         |                         |                         |                         |                         |                         |                         |                         |
| 南投縣工藝研習所 所長         |                         |                         |                         |                         |                         |                         |                         |                         |                         |                         |                         |
| 1                             | 蕭伯川                  | 1958年10月              | 1973年7月改制           |                         |                         |                         |                         |                         |                         |                         |                         |
| 臺灣省手工業研究所 所長       |                         |                         |                         |                         |                         |                         |                         |                         |                         |                         |                         |
| 1                             | 蕭伯川                  | 1973年7月               | 1991年4月               |                         |                         |                         |                         |                         |                         |                         |                         |
| 2                             | 翁徐得                  | 1991年4月               | 1999年7月改制           |                         |                         |                         |                         |                         |                         |                         |                         |
| 國立臺灣工藝研究所 所長       |                         |                         |                         |                         |                         |                         |                         |                         |                         |                         |                         |
| 2                             | 翁徐得                  | 1999年7月               | 2003年7月               |                         |                         |                         |                         |                         |                         |                         |                         |
| 3                             | 洪慶峰                  | 2003年10月              | 2005年3月               |                         |                         |                         |                         |                         |                         |                         |                         |
| 4                             | 林登讚                  | 2005年3月               | 2006年7月               |                         |                         |                         |                         |                         |                         |                         |                         |
| 5                             | 林正儀                  | 2006年7月               | 2010年1月改制           |                         |                         |                         |                         |                         |                         |                         |                         |
| 國立臺灣工藝研究發展中心 主任 |                         |                         |                         |                         |                         |                         |                         |                         |                         |                         |                         |
| 5                             | 林正儀                  | 2010年1月               | 2011年6月               |                         |                         |                         |                         |                         |                         |                         |                         |
| 6                             | 蔡湘                    | 2011年6月               | 2013年1月               |                         |                         |                         |                         |                         |                         |                         |                         |
| 7                             | 許耿修                  | 2013年1月               | 2021年1月               |                         |                         |                         |                         |                         |                         |                         |                         |
| 8                             | 張仁吉                  | 2021年4月               | 2023年6月               |                         |                         |                         |                         |                         |                         |                         |                         |
| 9                             | 陳登欽                  | 2023年6月               | 代理主任                |                         |                         |                         |                         |                         |                         |                         |                         |
| 9                             | 陳殿禮                  | 2023年9月               |                         |                         |                         |                         |                         |                         |                         |                         |                         |

## 組織部門
工藝中心組織如下
- 設計組(113年1月研究及展覽組改組為設計組)
- 技術組
- 美學推廣組
- 典藏組
- 行銷組
- 主計室
- 人事室
- 秘書室
- 臺北當代工藝設計分館[10]
- 鶯歌多媒材研發分館[11]
- 苗栗工藝產業研發分館[12]

## 園區設置
工藝中心園區主要建築物有七棟，分別是行政大樓（含工藝工坊）、工藝設計館、生活工藝館（含工藝家進駐工坊、餐廳）、工藝文化館、工藝資訊館、地方工藝館（工藝團隊進駐販售）、知達工藝會館。工藝工坊之用途在於培養後繼工藝人才，有開設石藝、木藝、竹藝、植物染、漆藝、金工、陶藝等工藝研習課程。
工藝中心園區內
工藝中心對遊客開放的展館集中在生活工藝館、地方工藝館、工藝文化館、工藝資訊館、工藝設計館等五處：
- 生活工藝館：原來草屯商工之教學大樓，在九二一大地震後納入工藝中心範圍。一樓規劃為服務中心、餐廳、展示區。二、三樓是工藝創作體驗坊由工藝創作者進駐，設有漆藝、金工、竹藝、樹藝、陶藝、藍染六處工坊，可供參觀與體驗ＤＩＹ、四、五樓為生活工藝主題展覽。
- 工藝文化館：由知名藝術家楊英風與彭蔭宣、程儀賢聯手設計之館舍，2022年2月獲指定為南投縣定古蹟「原手工業品陳列館」，為見證臺灣近50年以來手工業興起、成長及轉型，為手工業研發以及技術觀摩的重要展域，具高度歷史價值。現做為工藝文化主題展覽。
- 工藝資訊館：原來草屯商工之圖書館，在九二一大地震後納入工藝中心範圍，一樓為親子閱讀體驗區、二、三樓為工藝圖書館、閱覽區、資訊查詢區，四樓為國際會議廳，提供國內外學術研討會議、記者會、遠距教學、產品發表等使用。
- 地方工藝館：原來草屯商工之活動中心，在九二一大地震後納入工藝中心範圍，設館目標在於展現不同地域社區工藝之風貌，除主題展外，設有工藝團體進駐展示並販售工藝品。
- 工藝設計館：工藝設計館是由國際知名雕塑家楊英風在1977年規劃設計，於921大地震後進行補強，2011年5月完成啟用。目前規劃工藝、設計、合創相關議題特展。

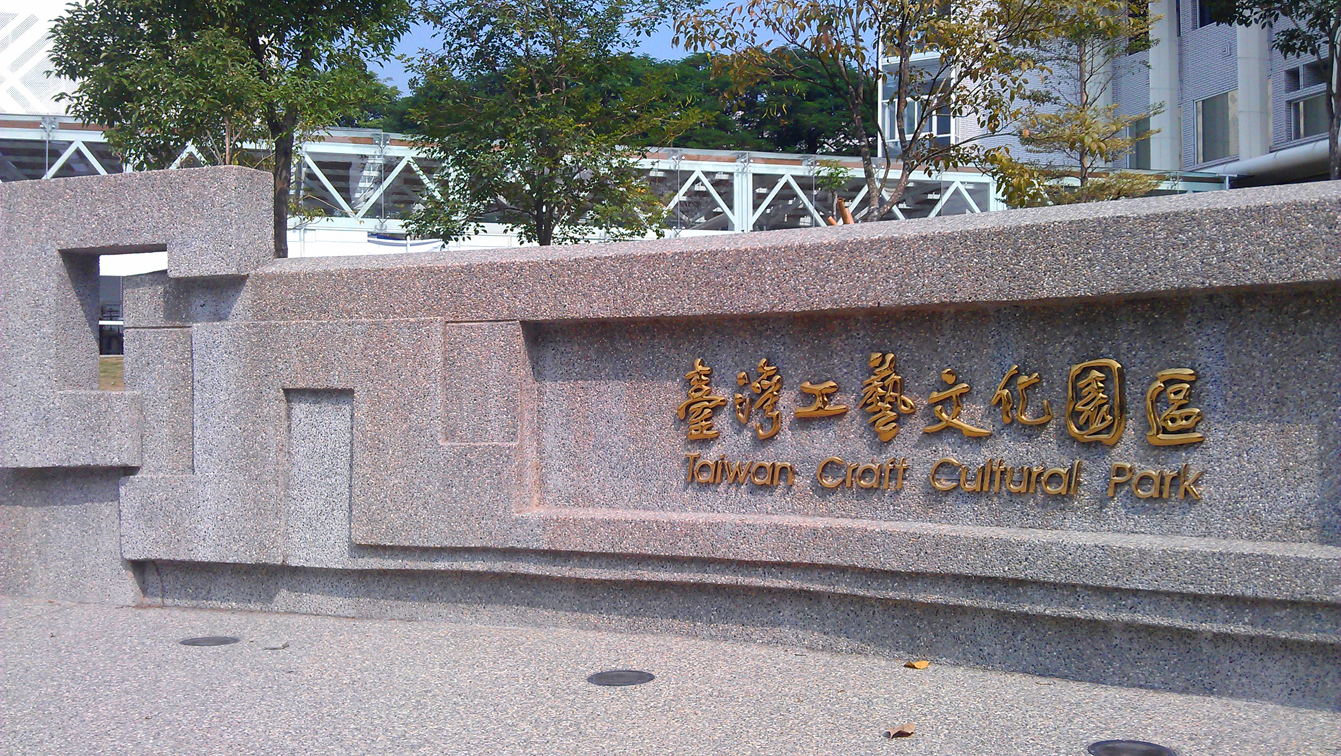
臺灣工藝文化園區入口
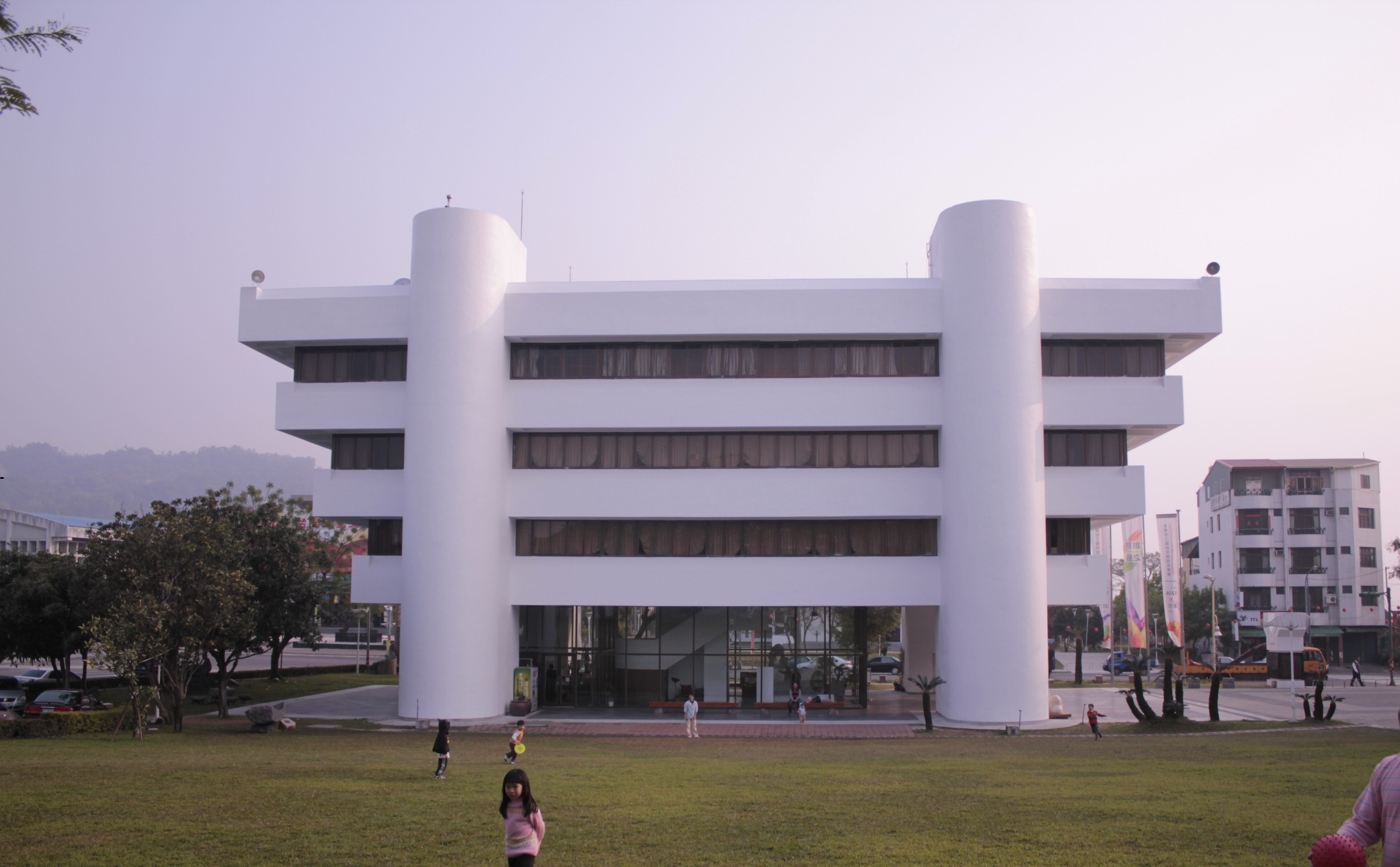
工藝文化館
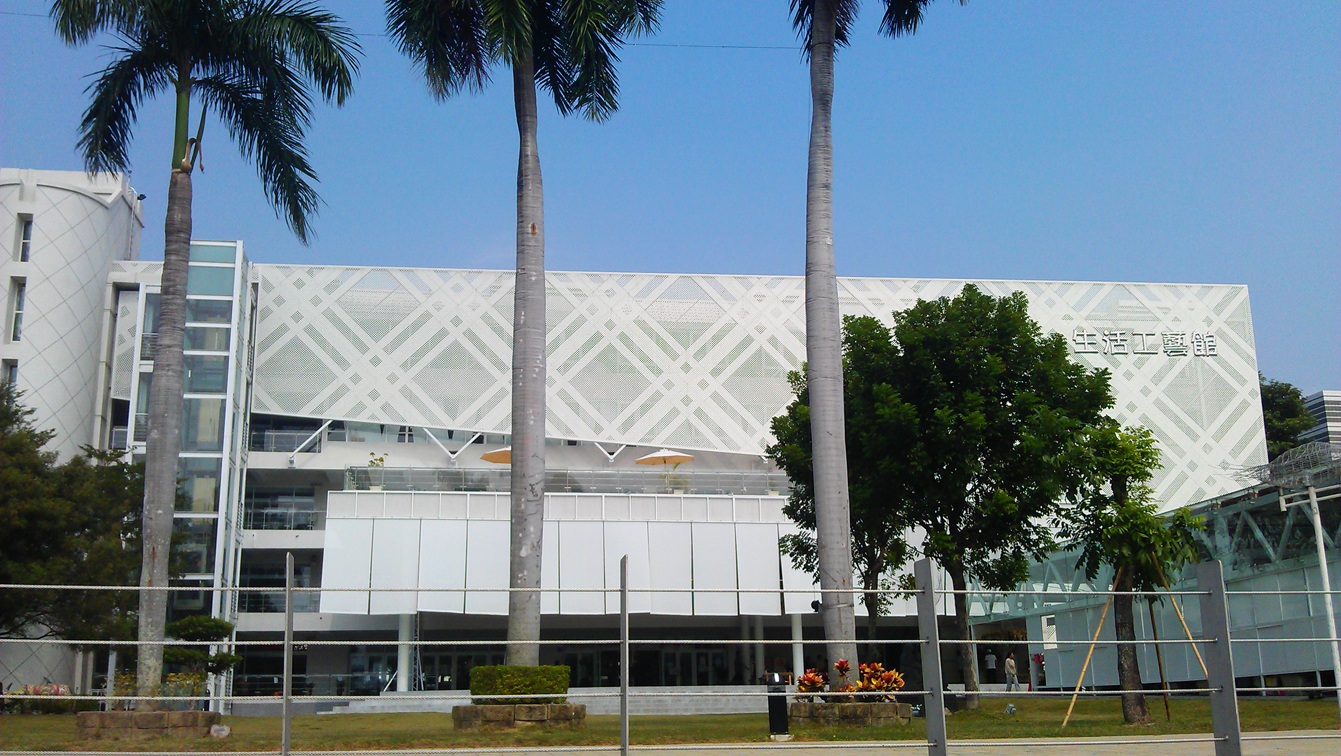
生活工藝館
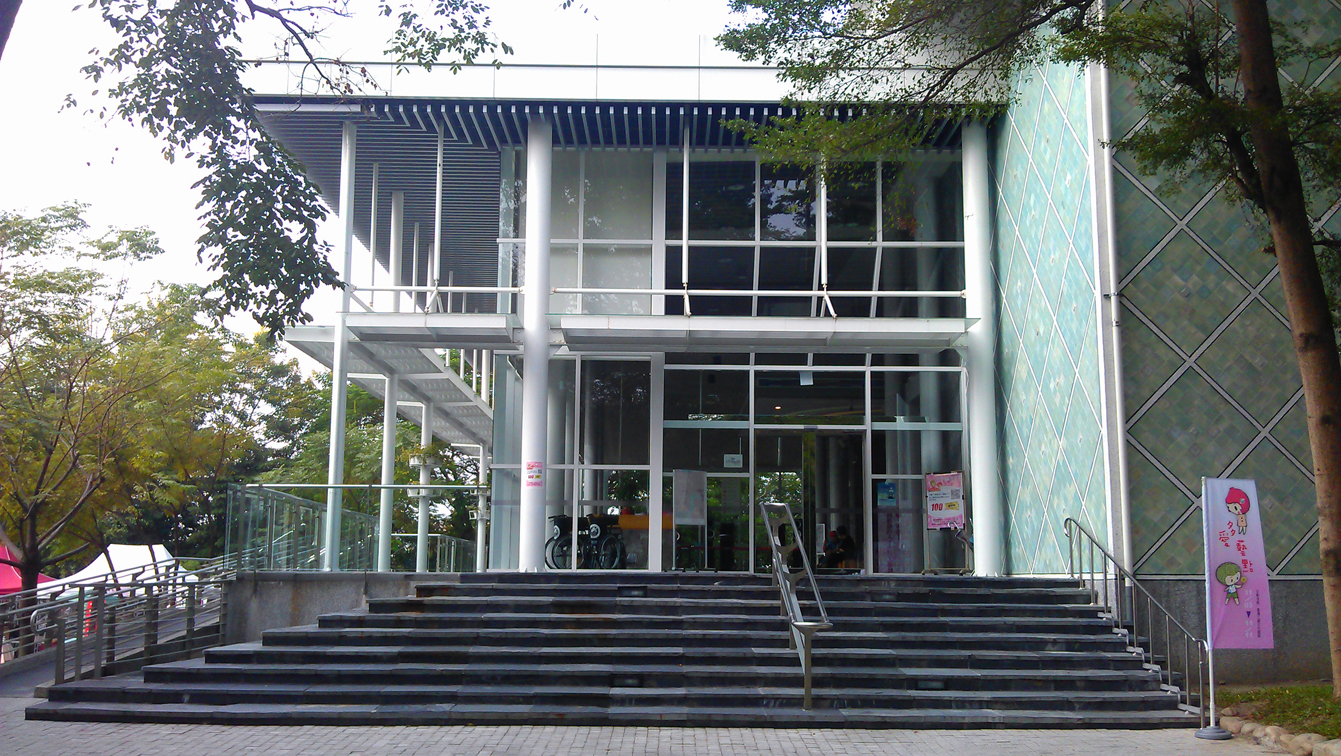
地方工藝館
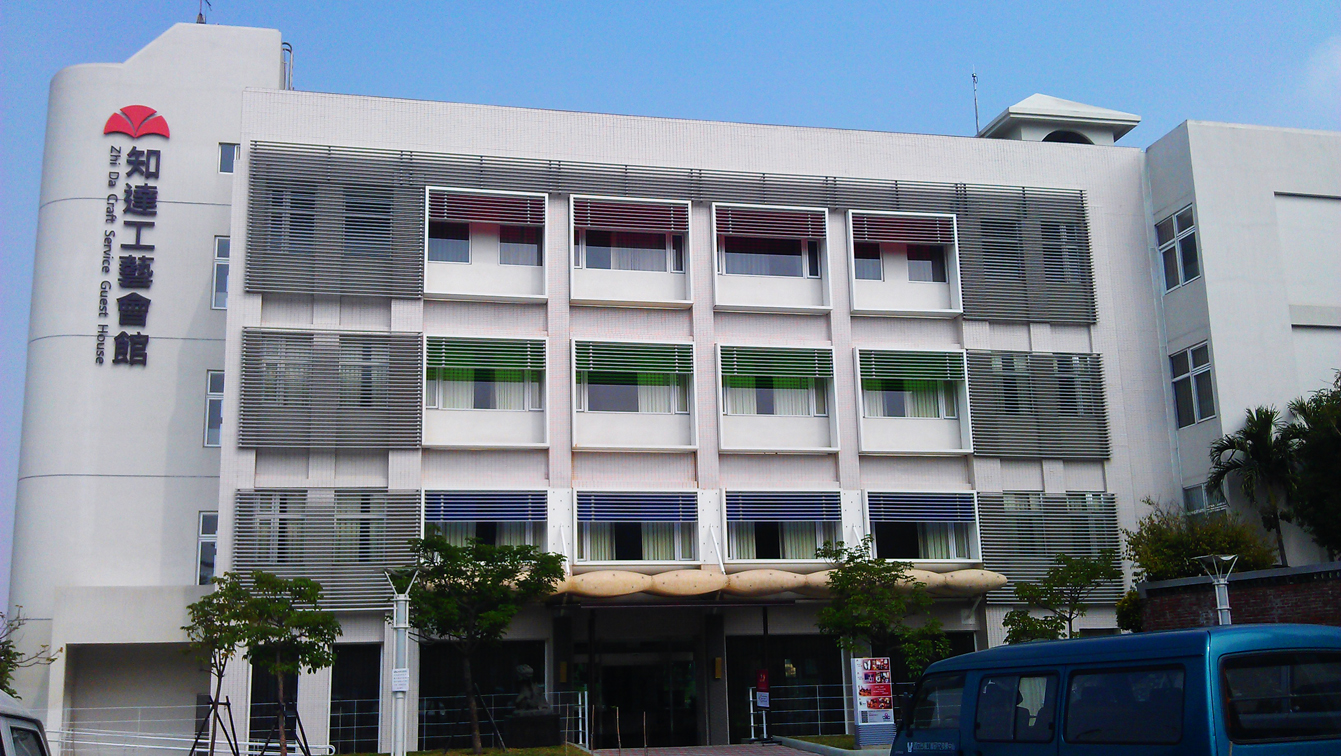
知達工藝會館
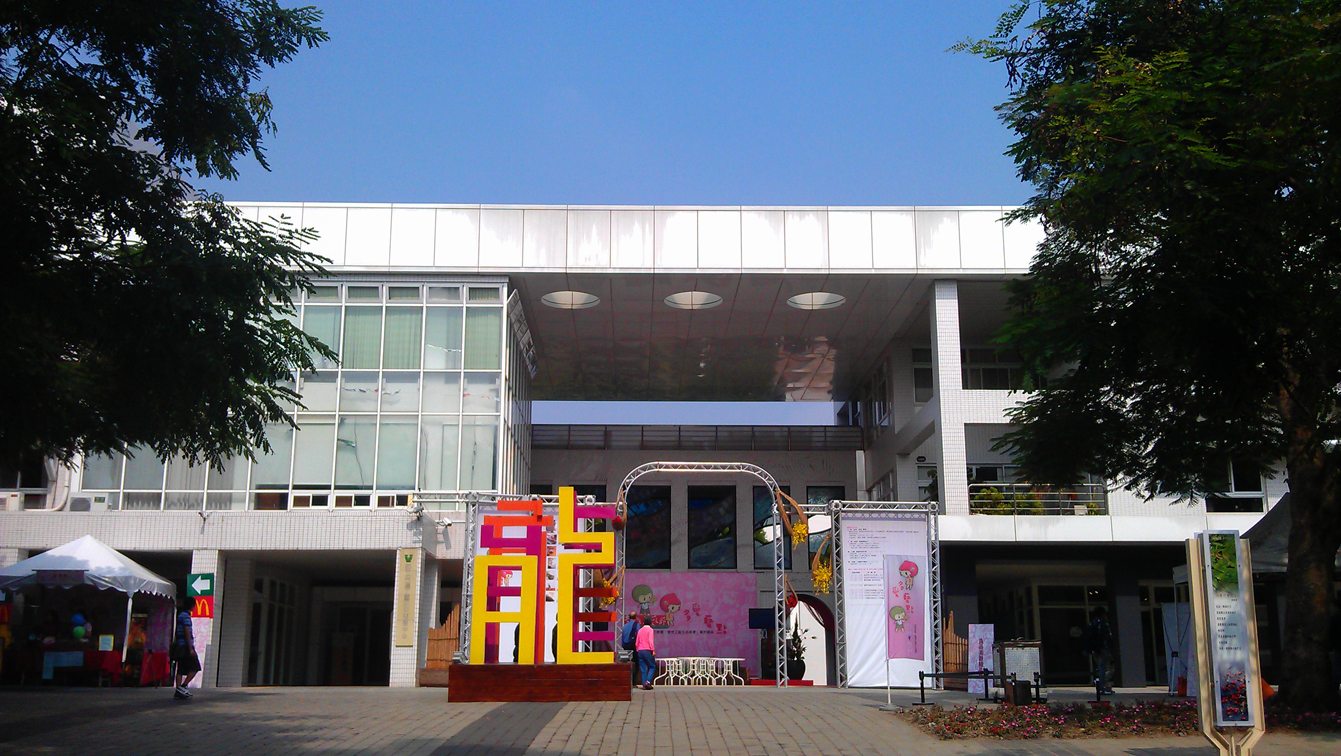
行政大樓
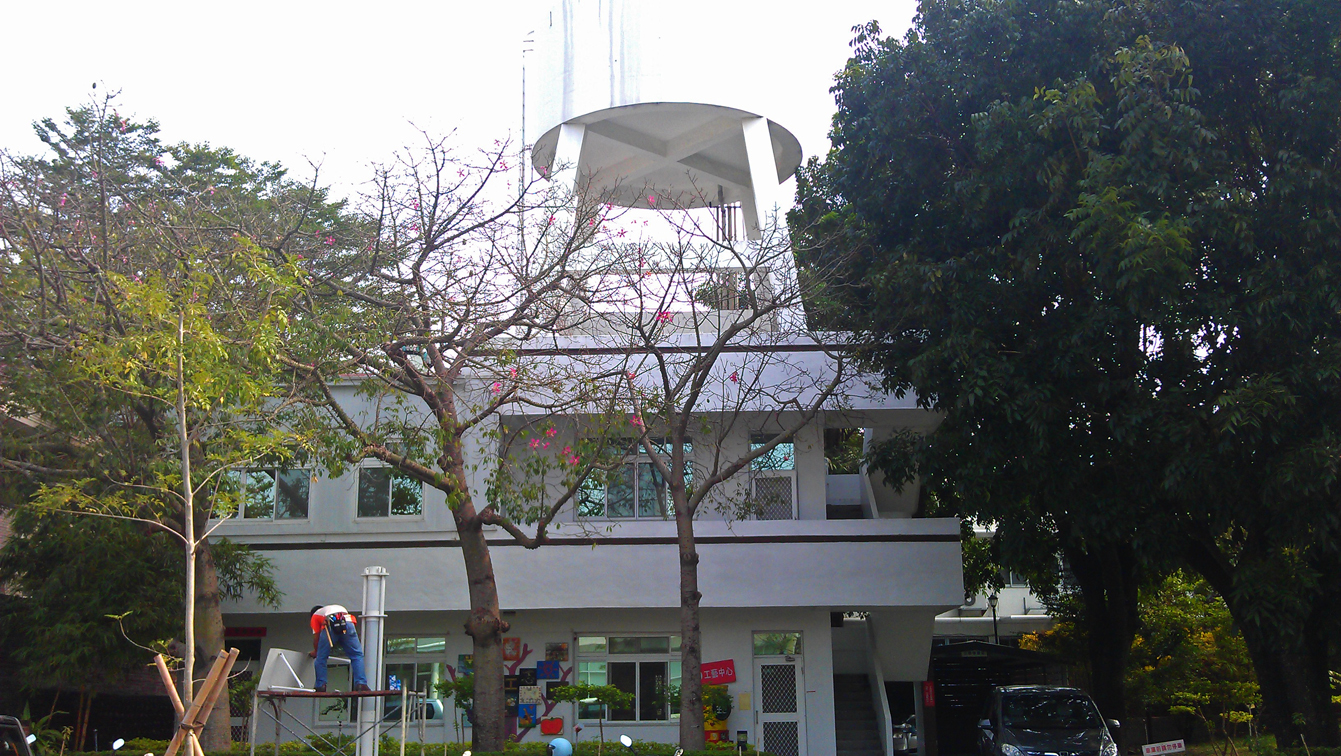
園區水塔

## 週邊環境
- 省道台14線
- 登瀛書院
- 草屯中山公園
- 國史館臺灣文獻館
- 毓繡美術館 （页面存档备份，存于）
- 中興新村

## 外部連結
- 國立臺灣工藝研究發展中心 （页面存档备份，存于）（繁體中文）（英文）
- 國立臺灣工藝研究發展中心的Facebook專頁
- YouTube上的國立臺灣工藝研究發展中心頻道